# Суперкубок Словенії з футболу
Суперку́бок Слове́нії з футбо́лу — одноматчевий турнір, у якому грають володар кубка Словенії та чемпіон попереднього сезону. У випадку, якщо кубок і чемпіонат виграла одна команда, то в суперкубку грають перша та друга команди чемпіонату.

## Фінали
| Рік  | Переможець | Рахунок          | Фіналіст  |
| 1995 | Олімпія    | 2 : 1            | Мура      |
| 1996 | Горіца     | 3 : 1            | Олімпія   |
| 2007 | Домжале    | 2 : 1            | Копер     |
| 2008 | Інтерблок  | 0 : 0 7 : 6 пен. | Домжале   |
| 2009 | Марибор    | 3 : 2 овт        | Інтерблок |
| 2010 | Копер      | 0 : 0 5 : 4 пен. | Марібор   |
| 2011 | Домжале    | 2 : 1            | Марибор   |
| 2012 | Марибор    | 2 : 1            | Олімпія   |
| 2013 | Марибор    | 3 : 0            | Олімпія   |
| 2014 | Марибор    | 4 : 1            | Горіца    |
| 2015 | Копер      | 0 : 0 3 : 2 пен. | Марибор   |

## Переможці
| Клуб                | Перемоги | Роки                   |
| ------------------- | -------- | ---------------------- |
| Марибор             | 4        | 2009, 2012, 2013, 2014 |
| Домжале             | 2        | 2007, 2011             |
| Копер               | 2        | 2010, 2015             |
| Олімпія1 (не існує) | 1        | 1995                   |
| Горіца              | 1        | 1996                   |
| Інтерблок           | 1        | 2008                   |

1Клуб був розформований у 2004 році.